# J. Raymond McGovern
James Raymond McGovern (* 22. Dezember 1898 in New Rochelle, New York; † 14. März 1974 ebenda) war ein US-amerikanischer Jurist und Politiker (Republikanische Partei).

## Werdegang
Über die Jugendjahre von J. Raymond McGovern ist nichts bekannt. Er studierte bis 1923 Jura und begann nach dem Erhalt seiner Zulassung als Anwalt zu praktizieren. In der Folgezeit wurde er Partner in der Kanzlei von McGovern, Connelly & Davidson in New Rochelle. Von 1945 bis 1950 saß er im Senat von New York. Bei den Wahlen im Jahr 1950 wurde er zum New York State Comptroller gewählt. Er bekleidete den Posten von 1951 bis 1954. Bei den Wahlen im Jahr 1954 kandidierte er für den Posten als Vizegouverneur von New York mit Irving Ives für den Posten als Gouverneur von New York. Beide erlitten in einem engen Rennen gegenüber den Kandidaten der Demokratischen Partei/Liberal Party eine Niederlage. Er war ein Mitglied der Benevolent and Protective Order of Elks und der Amerikanischen Legion.